# Goodloe Byron
Goodloe Edgar Byron (Williamsport, 22 giugno 1929 – Hagerstown, 11 ottobre 1978) è stato un politico, militare e avvocato statunitense, membro della Camera dei Rappresentanti per lo stato del Maryland dal 1971 al 1978.

## Biografia
Nato e cresciuto nel Maryland, Byron era figlio di William e Katharine Byron, due ex deputati democratici.
Dopo aver ottenuto la laurea in legge alla George Washington University, Byron si arruolò nell'esercito, dove prestò servizio come JAG. Nel 1957 venne congedato con onore con il grado di capitano.
Nel 1963 fu eletto all'interno della legislatura statale del Maryland e vi rimase fino al 1971, anno in cui ottenne un seggio alla Camera dei Rappresentanti. Byron fu rieletto altre tre volte, ma nell'ottobre del 1978, nel corso del suo quarto mandato, morì improvvisamente per un attacco di cuore mentre faceva jogging. Il suo seggio al Congresso venne poi occupato dalla sua vedova, Beverly.